# Sicard
Sicard (? - 839) was prins van Benevento van 832 tot 839. Hij was de laatste hertog van het prinsdom dat het grootste deel van Zuid-Italië omvatte.  Na zijn dood werd het land verdeeld door burgeroorlogen en keer op keer opgedeeld. 
Tijdens zijn regeerperiode was Benevento de militaire en economische grootmacht in de regio. Hij was bijna constant in oorlog met de Saracenen en zijn buurlanden, met name Sorrento, Napels en Amalfi. Op 4 juli 836 tekende hij het Pactum Sicardi, dat een vijfjarig bestand inhield met zijn buren en vrije doortocht van kooplui regelde. Niettemin ging de oorlog verder. In 837 trok hij ten strijde tegen hertog Andreas II van Napels en in 838 veroverde hij Amalfi.
In 839 werd Sicard vermoord. Zijn schatmeester Radelchis, die wellicht een aandeel had in de moord, riep zich uit als nieuwe prins. Sicards broer Siconulf maakte hierop Salerno los van Benevento en verklaarde zich prins van Salerno.